# Llista de peixos de Dakota del Sud

Localització de Dakota del Sud als Estats Units

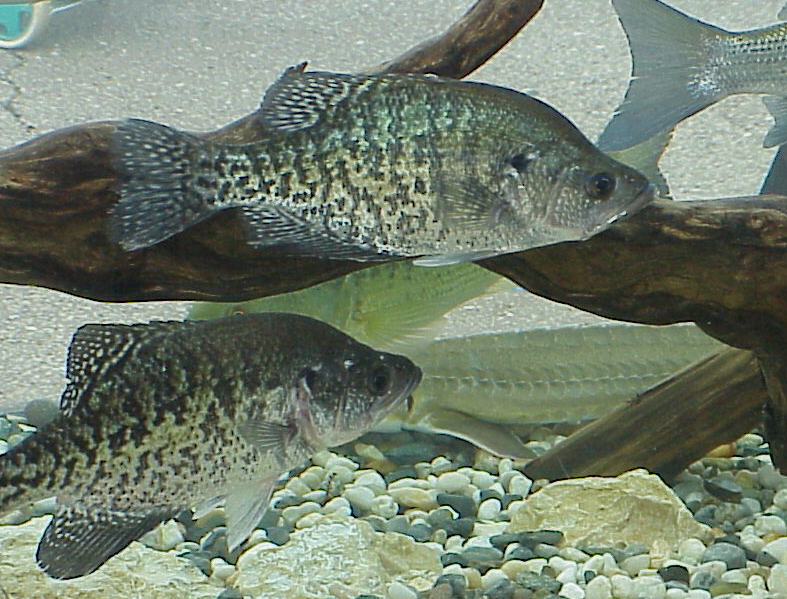
Pomoxis annularis

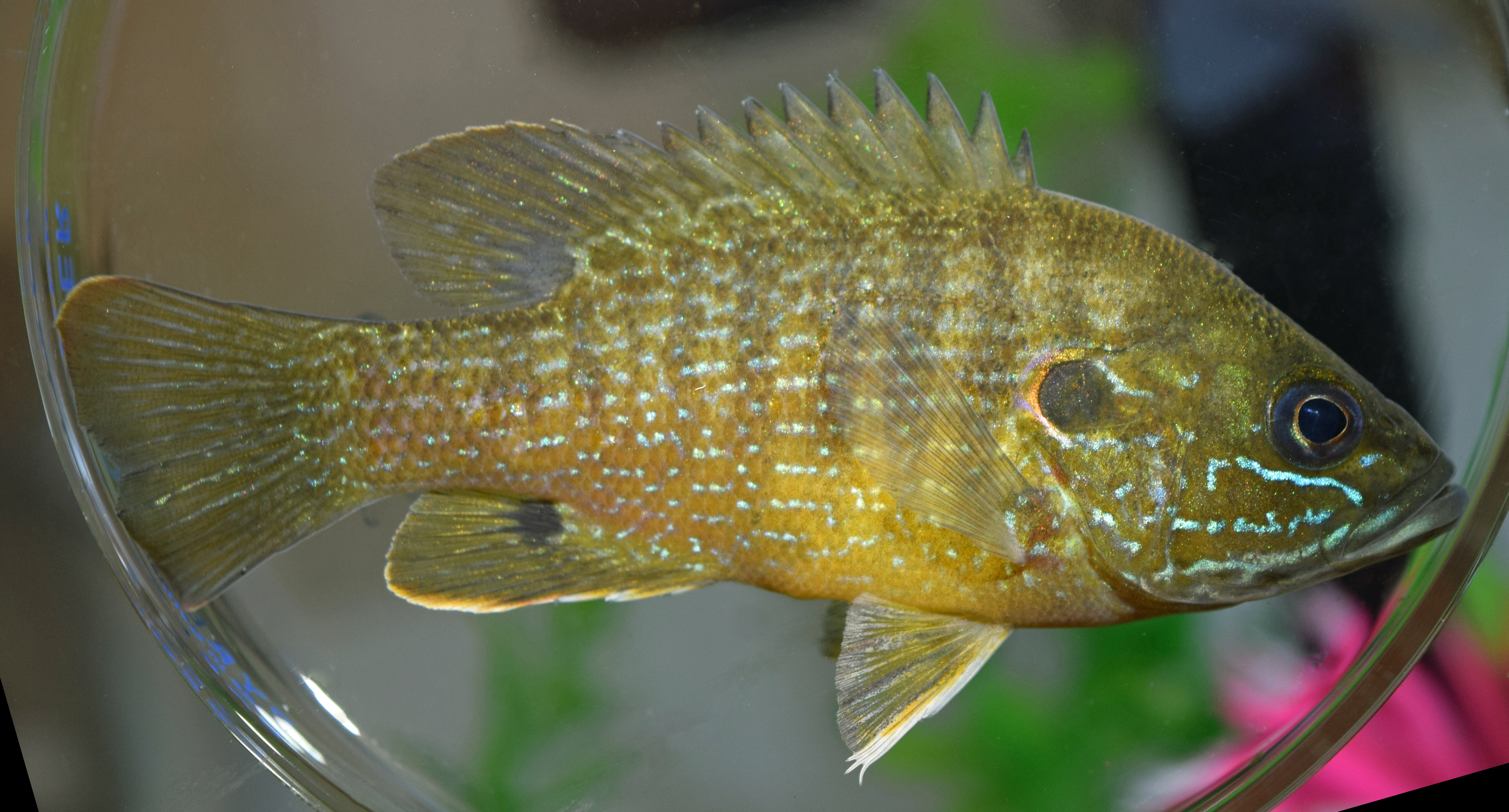
Lepomis cyanellus

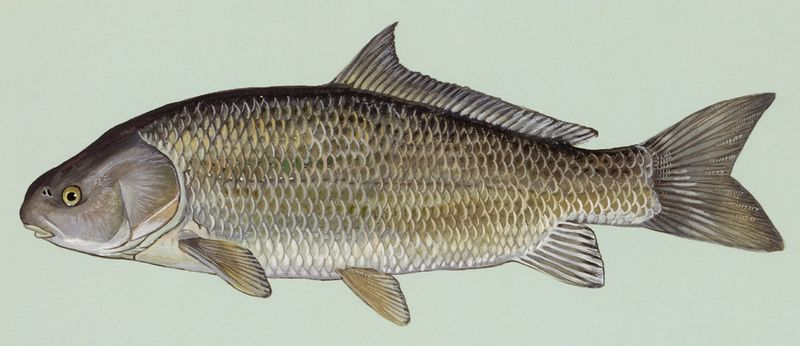
Ictiobus niger

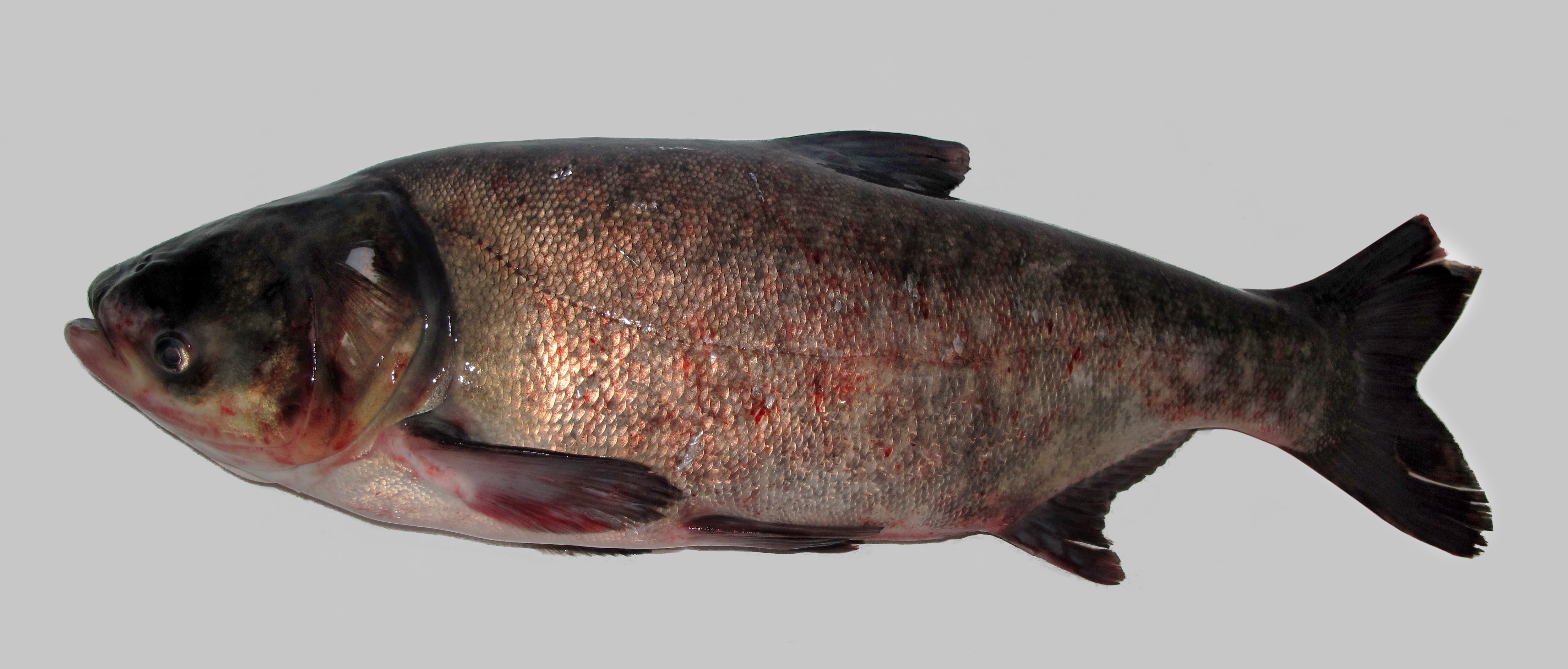
Hypophthalmichthys nobilis

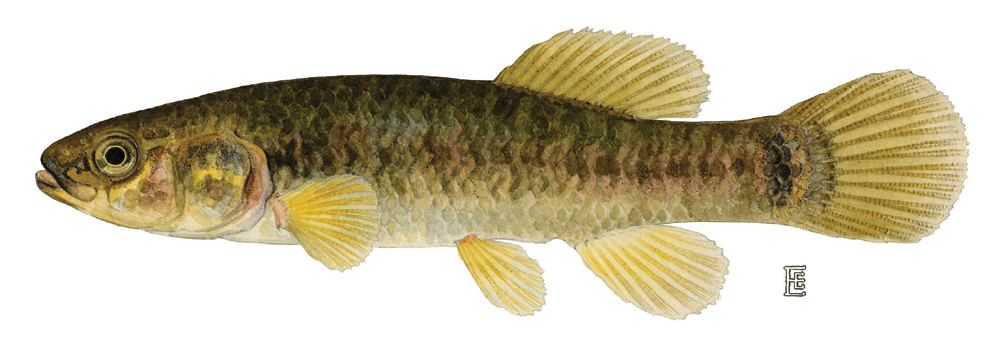
Umbra limi

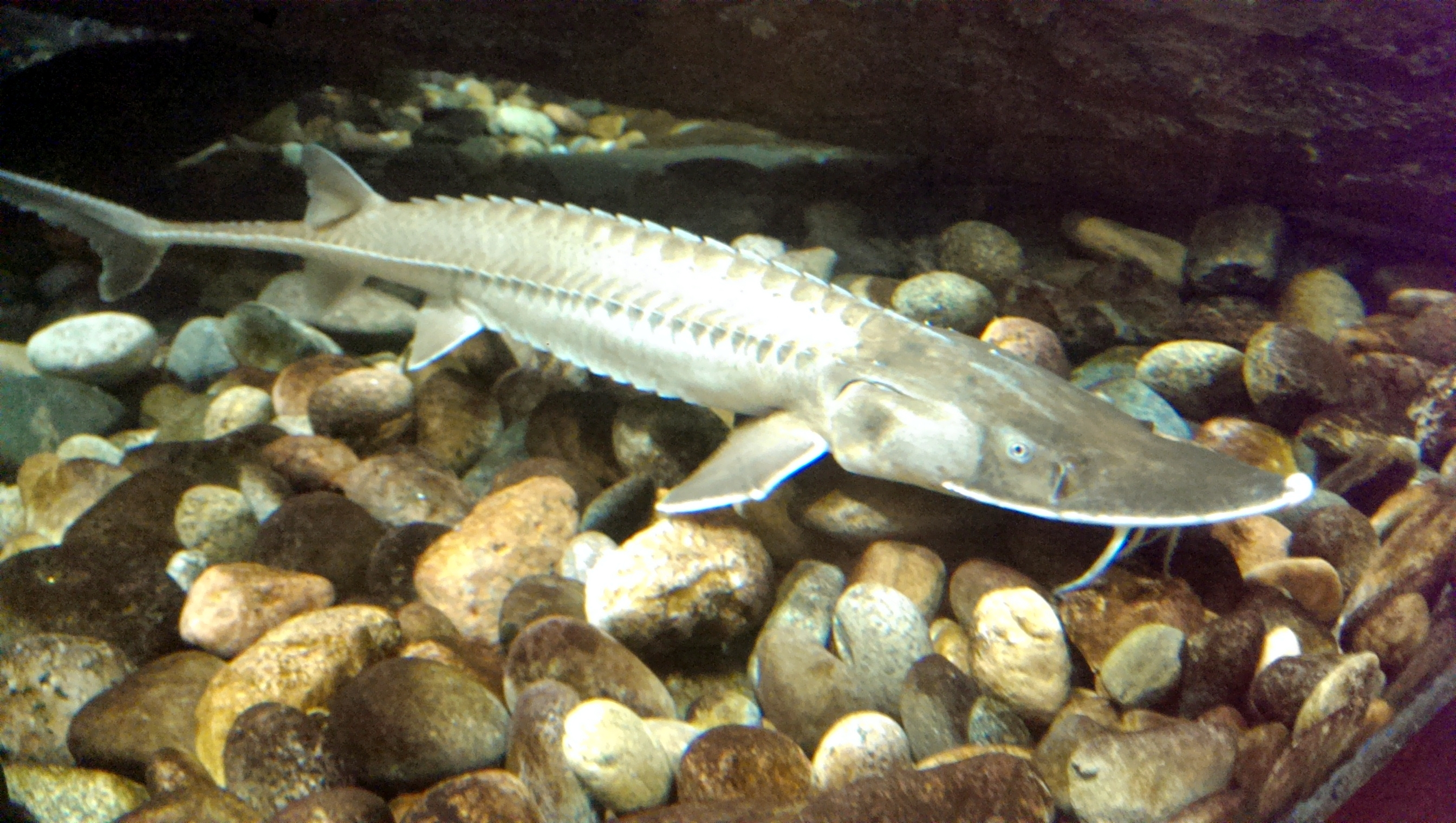
Scaphirhynchus platorynchus

Aquesta llista de peixos de peixos de Dakota del Sud inclou 20 espècies de peixos que es poden trobar actualment a Dakota del Sud (Estats Units) ordenades per l'ordre alfabètic de llurs noms científics.

## C
- Carpiodes velifer
- Cyprinella lutrensis

## D
- Dorosoma cepedianum

## F
- Fundulus zebrinus

## H
- Hypophthalmichthys nobilis

## I
- Ichthyomyzon castaneus
- Ictiobus niger

## L
- Lepomis cyanellus

## M
- Margariscus margarita

## N
- Notropis anogenus
- Notropis shumardi
- Notropis topeka

## P
- Perca flavescens[1]
- Percina phoxocephala
- Phenacobius mirabilis
- Pimephales vigilax
- Pomoxis annularis
- Pomoxis nigromaculatus[2][3]

## S
- Scaphirhynchus platorynches[4]

## U
- Umbra limi[5]